# Nathan Zsombor-Murray
Nathan Zsombor-Murray (ur. 28 kwietnia 2003 w Montrealu) – kanadyjski skoczek do wody, olimpijczyk z Tokio 2020, brązowy medalista olimpijski z Paryża 2024, brązowy medalista mistrzostw świata i wicemistrz igrzysk panamerykańskich.

## Udział w zawodach międzynarodowych
| Impreza                  | Rok  | Miejsce   | Konkurencja                        | Wynik  | Wynik   |
| Impreza                  | Rok  | Miejsce   | Konkurencja                        | Punkty | Miejsce |
| ------------------------ | ---- | --------- | ---------------------------------- | ------ | ------- |
| Igrzyska olimpijskie     | 2020 | Tokio     | wieża 10 m indywidualnie           | 397.85 | 13.     |
| Igrzyska olimpijskie     | 2020 | Tokio     | wieża 10 m synchronicznie mężczyzn | 405.00 | 5.      |
| Igrzyska olimpijskie     | 2024 | Paryż     | wieża 10 m indywidualnie           | 404.90 | 10.     |
| Igrzyska olimpijskie     | 2024 | Paryż     | wieża 10 m synchronicznie          | 422.13 | brąz    |
| Mistrzostwa świata       | 2017 | Budapeszt | wieża 10 m synchronicznie mikstów  | 307.80 | 5.      |
| Mistrzostwa świata       | 2019 | Gwangju   | wieża 10 m synchronicznie mężczyzn | 368.19 | 11.     |
| Mistrzostwa świata       | 2022 | Budapeszt | wieża 10 m indywidualnie           | 446.55 | 7.      |
| Mistrzostwa świata       | 2022 | Budapeszt | wieża 10 m synchronicznie mężczyzn | 417.12 | brąz    |
| Mistrzostwa świata       | 2023 | Fukuoka   | wieża 10 m indywidualnie           | 468.00 | 7.      |
| Mistrzostwa świata       | 2024 | Doha      | wieża 10 m indywidualnie           | 452.25 | 9.      |
| Mistrzostwa świata       | 2024 | Doha      | wieża 10 m synchronicznie mężczyzn | 388.20 | 5.      |
| Igrzyska panamerykańskie | 2019 | Lima      | wieża 10 m indywidualnie           | 433.00 | 6.      |
| Igrzyska panamerykańskie | 2019 | Lima      | wieża 10 m synchronicznie mężczyzn | 396.12 | srebro  |